# Norfork
Norfork és una població dels Estats Units a l'estat d'Arkansas. Segons el cens del 2000 tenia 484 habitants.

## Demografia
Segons el cens del 2000, Norfork tenia 484 habitants, 224 habitatges, i 152 famílies. La densitat de població era de 85,7 habitants/km².
Dels 224 habitatges en un 17% hi vivien nens de menys de 18 anys, en un 58,5% hi vivien parelles casades, en un 8,5% dones solteres, i en un 31,7% no eren unitats familiars. En el 29,9% dels habitatges hi vivien persones soles el 14,7% de les quals corresponia a persones de 65 anys o més que vivien soles. El nombre mitjà de persones vivint en cada habitatge era de 2,16 i el nombre mitjà de persones que vivien en cada família era de 2,65.
Per edats la població es repartia de la següent manera: un 16,5% tenia menys de 18 anys, un 3,1% entre 18 i 24, un 16,9% entre 25 i 44, un 36,4% de 45 a 60 i un 27,1% 65 anys o més.
L'edat mediana era de 53 anys. Per cada 100 dones de 18 o més anys hi havia 91,5 homes.
La renda mediana per habitatge era de 30.192 $ i la renda mediana per família de 34.375 $. Els homes tenien una renda mediana de 23.750 $ mentre que les dones 19.028 $. La renda per capita de la població era de 16.671 $. Entorn del 7,5% de les famílies i el 13% de la població estaven per davall del llindar de pobresa.

## Poblacions més properes
El següent diagrama mostra les poblacions més properes.